# Erik Lindahl
Erik Lindahl (21 novembre 1891, Stockholm - 6 janvier 1960, Uppsala) est un économiste suédois. Il a été professeur d'économie à l'Université d'Uppsala.

## Apports
Étudiant à Lund, il est très influencé par Knut Wicksell alors théoricien rigoureux de l'École de Stockholm. Par sa recherche sur l'analyse des séquences et les équilibres inter-temporels, Il pose les fondements de l'analyse néo-walrassienne. John Hicks et Friedrich Hayek diffusent ses idées en Grande-Bretagne où Roy Radner (1972) et Frank Horace Hahn (1973) les reprennent. Il est également connu pour la solution qu'il propose en 1919 pour la fixation des prix des biens publics.